# Абонос
Абонос (лат. Diospyros) је род дрвенастих биљака из фамилије Ebenaceae. Врсте овог рода расту у Африци, Јужној Америци и јужној Азији. Већина врста абоноса има беле цветове пријатног мириса. Плод је најчешће јестива бобица, налик боровници, којом се домороци хране. Познате јестиве врсте се зову персимон.

## Употреба
Абоноси су велико дрвеће, чије стабло и гране служе за израду луксузног намештаја. Сем намештаја и украса, многи народи, поготово афрички, су од овог дрвета правили скулптуре и маске коришћене у верским обредима. Дрво је тамне, готово црне боје, веома тврдо и отпорно на труљење. С обзиром да је абоносовина веома скупа, веома често је имитирају бојећи у црно неко друго дрво. Такве преваре познаваоци могу препознати због тога што је абоносовина веома тешко дрво, много теже него било које друго.

## Галерија
- Diospyros australis
- Diospyros bourdilloni
- Diospyros buxifolia
- Diospyros candolleana
- Diospyros celebica
- Diospyros dichrophylla
- Diospyros discolor
- Diospyros fasciculosa
- Diospyros hispida
- Diospyros kaki
- Diospyros lotus
- Diospyros mabacea
- Diospyros melanoxylon
- Diospyros mespiliformis
- Diospyros mollis
- Diospyros paniculata
- Diospyros pentamera
- Diospyros saldanhae
- Diospyros sandwicensis
- Diospyros seychellarum
- Diospyros texana
- Diospyros virginiana
- Diospyros whyteana